# Dale Harrop
Dale Harrop (* 29. April 1989 in Christchurch; † 17. Dezember 2022 in Muriwai Beach) war ein neuseeländischer Eishockeyspieler, der zuletzt seit 2017 bei den West Auckland Admirals in der New Zealand Ice Hockey League spielte. Er kam bei einem Unfall am Strand ums Leben.

## Karriere
Dale Harrop begann seine Karriere bei den Canterbury Red Devils. Für den Klub spielte er ab 2007, als er zum Rookie of the Year gewählt wurde, in der New Zealand Ice Hockey League. 2009, 2012, 2013 und 2014, als er zum wertvollsten Spieler des Finales gewählt wurde, wurde er mit dem Team neuseeländischer Meister. 2016 wagte er den Sprung in die stärkere Australian Ice Hockey League, wo er für Perth Thunder auf dem Eis stand. Aber bereits 2017 kehrte er nach Neuseeland zurück und spielte dort bis zu seinem Tode für die West Auckland Admirals, mit denen er 2018 deren ersten Meistertitel errang.

### International
Im Nachwuchsbereich spielte Harrop für Neuseeland bei den U18-Weltmeisterschaften 2005, 2006 und 2007 sowie den U20-Weltmeisterschaften 2007 und 2008, als er gemeinsam mit dem Armenier Harutyun Qeshishyan zweitbester Torvorbereiter des Turniers hinter seinem Landsmann Chris Eaden wurde, jeweils in der Division III.
Mit der neuseeländischen Herren-Auswahl nahm Harrop an den Weltmeisterschaften 2008, 2010, 2011, 2012, 2015, 2016, 2017, 2018 und 2019 in der Division II und nach zwischenzeitlichem Abstieg 2009 in der Division III teil.

## Erfolge und Auszeichnungen
- 2007 Rookie of the Year in der New Zealand Ice Hockey League
- 2008 Aufstieg in die Division II bei der U20-Weltmeisterschaft der Division III
- 2009 Neuseeländischer Meister mit den Canterbury Red Devils
- 2009 Aufstieg in die Division II bei der Weltmeisterschaft der Division III
- 2012 Neuseeländischer Meister mit den Canterbury Red Devils
- 2013 Neuseeländischer Meister mit den Canterbury Red Devils
- 2014 Neuseeländischer Meister mit den Canterbury Red Devils
- 2014 Wertvollster Spieler des Finales der New Zealand Ice Hockey League
- 2018 Neuseeländischer Meister mit den West Auckland Admirals